# Хеч, Филипп Фридрих фон
Филипп Фридрих фон Хеч (нем. Philipp Friedrich von Hetsch; 1758—1838) — немецкий художник, причислен к дворянскому сословию в 1805 году. Отец архитектора Густава Фридриха фон Хеча.

## Биография
Родился 10 сентября 1758 года в Штутгарте в семье вюртембергского придворного музыканта Кристиана Хеча (нем. Christian Heinrich Hetsch).
В 1771 году он без согласия родителей успешно поступил в Высшую школу Карла (Hohe Karlsschule) в Штутгарте, где учились многие известные в будущем немецкие художники, учился живописи у Nicolas Guibal и Adolf Friedrich Harper. В основном обучался пейзажной живописи. В Штутгарте познакомился с художником Иоганном Даннекером и поэтом Фридрихом Шиллером, которые были сверстниками.
С одобрения своих учителей Hohe Karlsschule, в 22-летнем возрасте Филипп в течение двух лет находился в Париже, где был учеником Жозефа-Мари Вьена и Клода Верне. Вернувшись домой в 1782 году, Хеч был назначен придворным художником герцога вюртембергского Карла Евгения. Работал в живописной технике, которую усвоил под влиянием работ французского художника неоклассицизма Жака-Луи Давида.
При финансовой поддержке Вюртембергского двора, с весны 1785 года Хеч в течение двух лет обучался в Риме; там ознакомился с произведениями выдающихся художников — Джотто ди Бондоне, Фра Анджелико, Филиппо Липпи, Сандро Боттичелли, Караваджо и другими. В 1787 он начал преподавать в Hohe Karlsschule, в 1790 году стал профессором, в 1794 году школа была закрыта. После ухода Адольфа Харпера с должности директора Герцогский картинной галереи, это пост с 1798 по 1816 годы занимал Филипп Хеч.
4 февраля 1808 года был награжден большим крестом ордена Вюртембергской короны.
Умер 31 декабря 1838 года в Штутгарте.

Некоторые работы
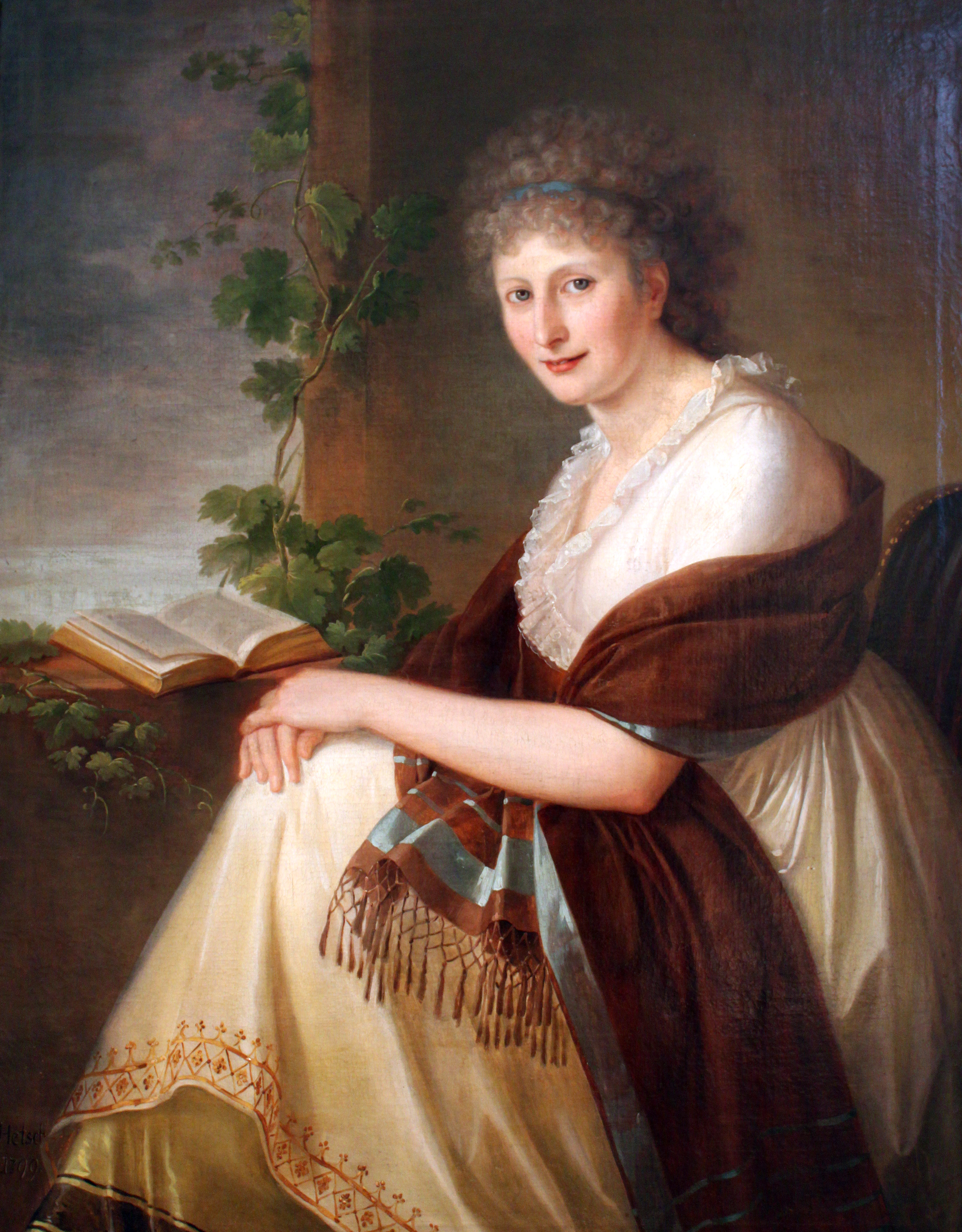
Баронесса Elisabeth Christiane von Bouwinghausen
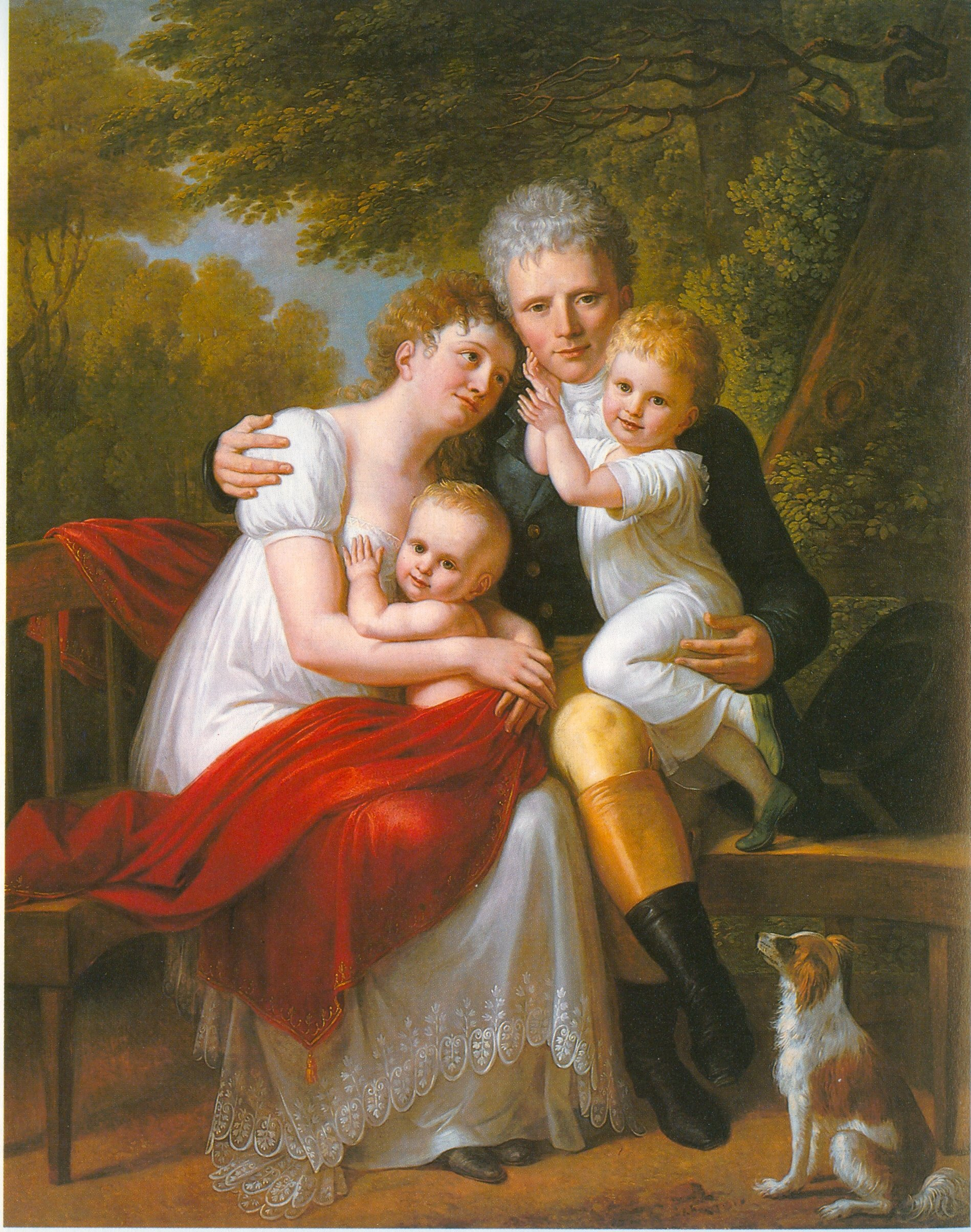
Граф  Ferdinand von Zeppelin с семьёй
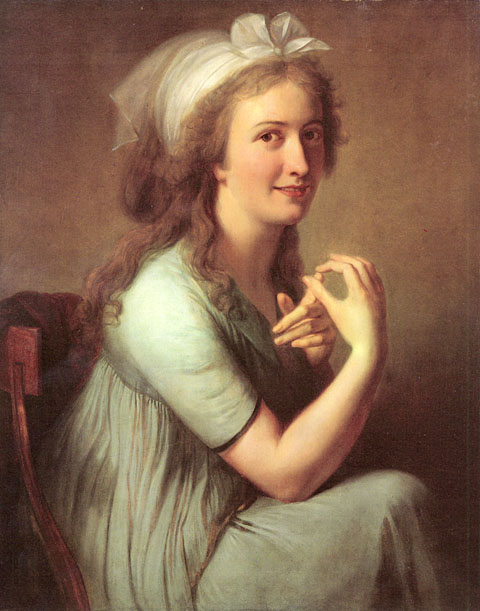
Портрет Caroline Scheffauer